# Laboratorio de Física Cósmica de Chacaltaya

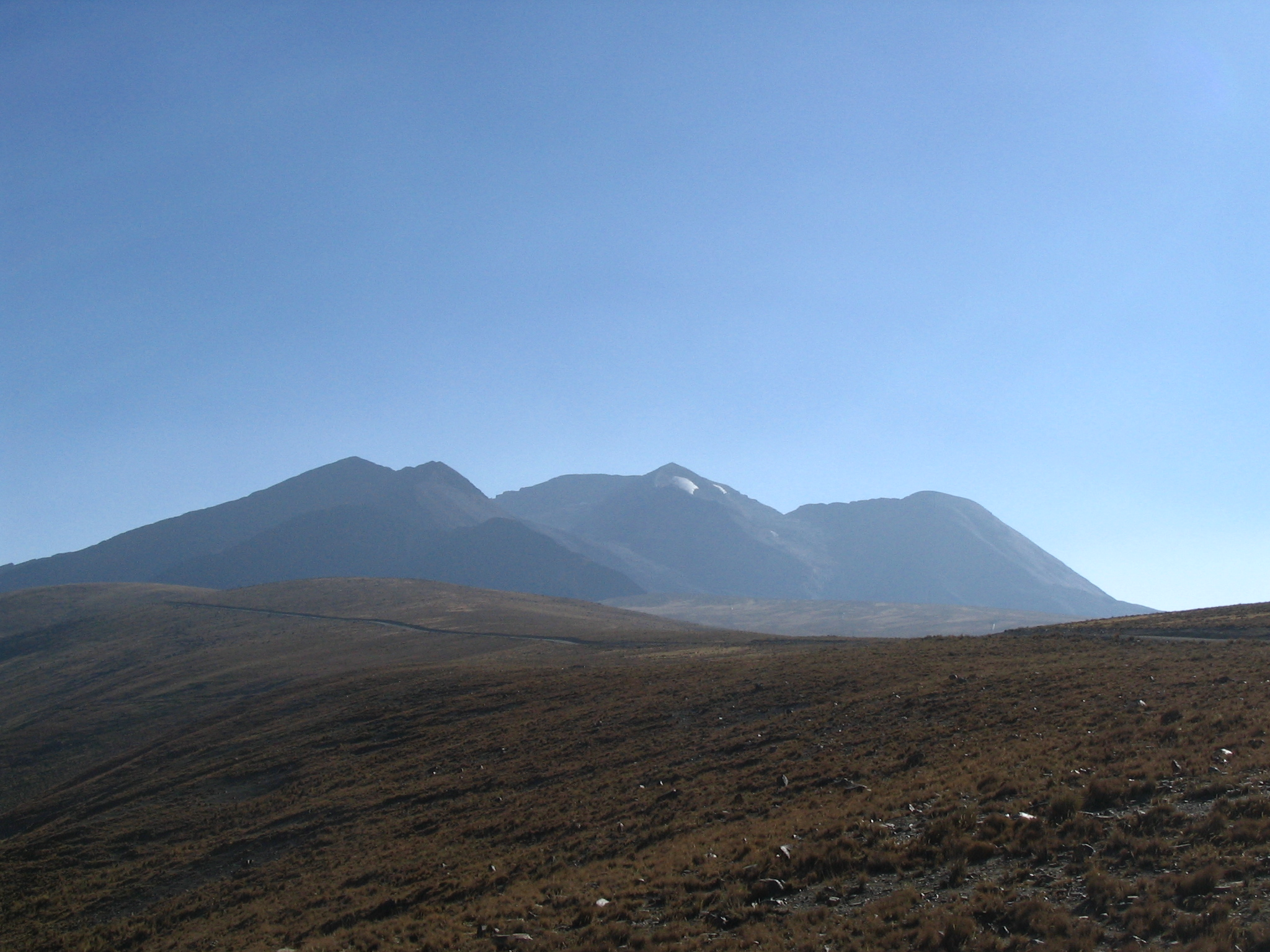
Otra vista de Chacaltaya

El Observatorio Astrofísico de Chacaltaya (Observatorio de Física Cósmica) está localizado en las coordenadas 16°19′S 68°10′O / -16.317, -68.167 a una altitud de 5220 m s. n. m. Pertenece a la Universidad Mayor de San Andrés (UMSA) y está a cargo de la carrera de Física. Funciona en colaboración con universidades de todo el mundo, con especiales lazos históricos con laboratorios de física brasileños y japoneses. Es un sitio importante para la investigación de los rayos gamma y también es utilizado para la investigación médica en grandes altitudes. Se llega por un camino que pasa por Limanpata, y luego llega directo al campamento turístico Pampalarama, desde el cual se puede acceder a Chacaltaya.

## Historia
Chacaltaya albergó una estación científica desde 1943, que en 1947 fue ampliada para estudiar física cósmica dentro de la línea de trabajo del brasileño César Lattes. Así, instaló el Observatorio Astrofísico del Chacaltaya a 5.000 metros de altura, en la Cordillera de los Andes bolivianos, impregnando placas fotográficas para registrar los rayos cósmicos. El laboratorio estuvo especialmente involucrado en las medidas experimentales para verificar la existencia, hasta entonces teórica, del pión. El trabajo, que le granjeó el premio Nobel de física de 1950 a Cecil Frank Powell, involucró también a los físicos Giuseppe Occhialini, H. Muirhead y el propio César Lattes.
En 1969, Lattes y su grupo descubrieron la masa de las co-denominadas bolas de fuego, un fenómeno espontáneo que ocurre durante las colisiones de altas energías, y las cuales habían sido detectadas por la utilización de placas de emulsión fotográfica nucleares inventadas por él y colocadas en la cima del Chacaltaya. 
El laboratorio fue un hito clave para la física boliviana, siendo la base para que en 1968 se creara la carrera de física en la Universidad Mayor de San Andrés. También a finales de los sesenta el laboratorio estuvo dirigido por Óscar Saavedra San Martín, considerado uno de los principales físicos bolivianos.
En 2008, el laboratorio pasó a colaborar con el nuevo proyecto Latin American Giant Observatory (LAGO). Desde 2009 el laboratorio incluye también una estación de medida de gases. En 2016 se anunció la construcción de un nuevo observatorio de rayos cósmicos (proyecto ALPACA).

## Publicaciones claves
- Lattes, C. M. G., Muirhead, H., Occhialini, G. P. S. & Powell, C. F. Processes involving charged mesons. Nature, 159, 694 - 697, (1947).
- Lattes, C. M. G.; Occhialini, G. P. S.; Powell, C. F. A determination of the ratio of the masses of pi-meson and mu-meson by the method of grain-counting. Proceedings of the Physical Society, v.61, p. 173-183, 1948.
- Lattes, C. M. G.; Orsini, C. Q.; Pacca, I. G.; Cruz, M. T.; Okuno, E.; Fujimoto, Y.; Yokoi, K. Observation of extremely high energy nuclear events with emulsion chamber exposed on Mt. Chacaltaya. Il Nuovo Cimento, v.XXVIII, n.3, p. 2160-, 1963.